# Curimaguanus infrequentis
Curimaguanus infrequentis is een hooiwagen uit de familie Zalmoxioidae.